# Vilapakkam
Vilapakkam es una ciudad y nagar Panchayat situada en el distrito de Ranipet en el estado de Tamil Nadu (India). Su población es de 8174 habitantes (2011).

## Demografía
Según el censo de 2011 la población de Vilapakkam era de 8174 habitantes, de los cuales 4068 eran hombres y 4106 eran mujeres. Vilapakkam tiene una tasa media de alfabetización del 80,36%, superior a la media estatal del 80,09%: la alfabetización masculina es del 88,06%, y la alfabetización femenina del 72,84%.